# Shizuka Gozen

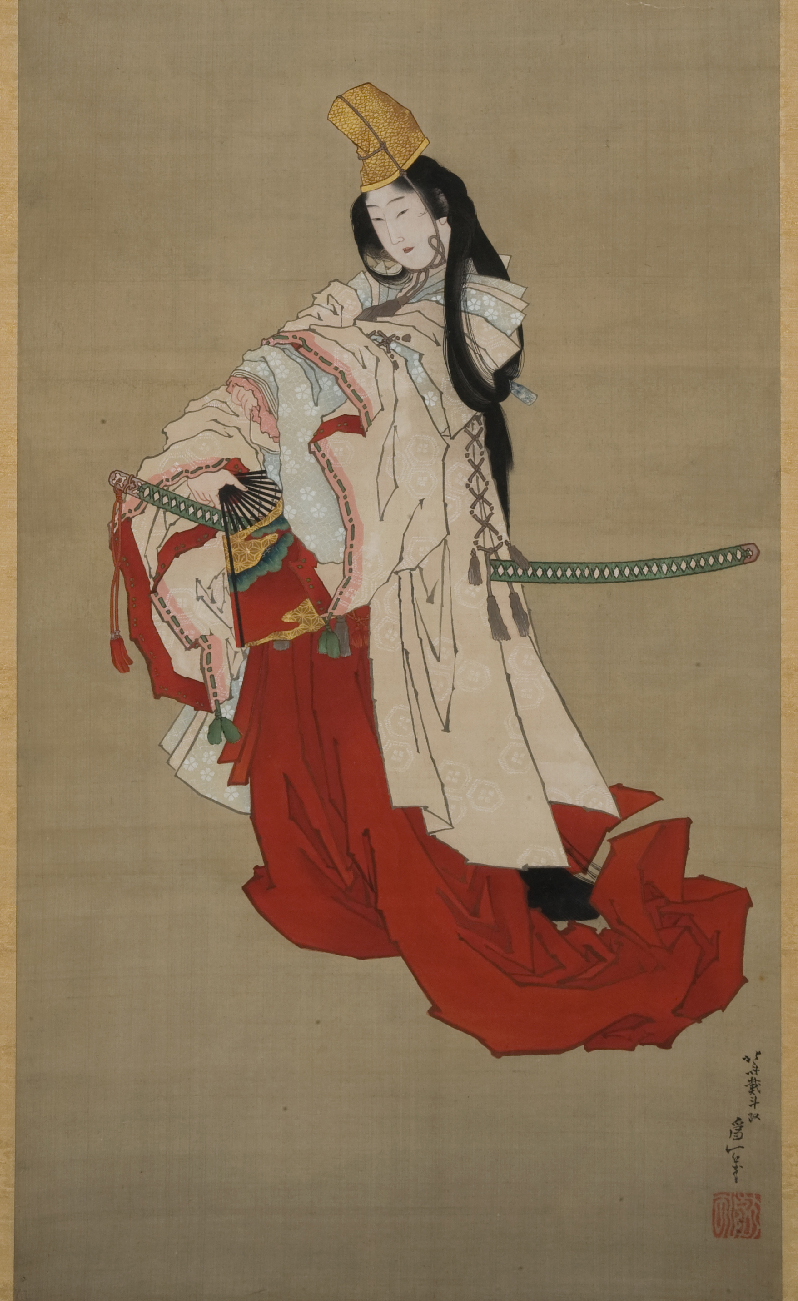
Shizuka Gozen

Shizuka Gozen (japanisch 静御前; lebte im 12. Jahrhundert) war eine Tänzerin in Kyōto und Geliebte des Minamoto no Yoshitsune.

## Übersicht
Shizuka lebte in Kyōto, war Tochter von Iso no Zenshi (磯禅師) und war wie diese eine Tänzerin/Unterhalterin (白拍子, Shirabyōshi) und Geliebte Yoshitsunes.
Als Minamoto no Yoritomo plante, seinen Bruder 1185 in Zusammenarbeit mit Priesters Tosa-no-bō Shōshin (土佐坊昌俊; 1141–1185) umzubringen, informierte Shizuka ihren Geliebten, der dadurch in der Lage war, sich zu retten und die Angreifer zu töten. Da Yoshitsune fliehen musste, sandte er Shizuka zurück nach Kyōto. Von dort holte Yoritomo sie nach Kamakura und suchte vergeblich von ihr zu erfahren, wo sich sein Bruder aufhielt. Masako, Yoritomos Frau, die Shizukas Fähigkeiten kannte, bat sie, im Schrein Tsurugaoka Hachiman-gū vor ihr zu tanzen, aber Shizuka weigerte sich. 
Yoritomo zwang Shizuka daraufhin, zu tanzen, musikalisch begleitet von Hatakeyama Shigetada (1164–1205) mit Metallschellen und Kudō Suketsune (工藤祐経; 1147–1193) mit der Trommel. Während des Tanzes improvisierte Shizuka traurige Lieder, ihren Liebhaber auf der Flucht betreffend. Yoritomo, verärgert darüber, wurde von Masako beruhigt. Er ließ aber ihr Kind, das bald danach geboren wurde, von Adachi Kiyotsune am Yuigahama-Strand töten. Shizuka schickte er zurück nach Kyōto. 
Überliefert sind Shizukas Lieder „Yoshino - Shizuka“ (吉野静) und „Zu zweit - Shizuka“ (二人静). Es gibt auch ein Bunraku-Stück „Yoshitsune und tausend Kirschbäume“ (義経千本桜, Yoshitsune sembon sakura).